# Проєкт «Синя книга»
Проєкт «Синя книга» (англ. Project Blue Book) — програма систематичних досліджень вхідних повідомлень невпізнаних літаючих об'єктів (НЛО), що проводилися Повітряними силами США у середині XX століття.

## Історія
Першу програму досліджень, проєкт «Знак» (англ. Project Sign), американці почали у 1948 році, після Розвельського інциденту. У 1949 році стартував другий проєкт «Обман» (англ. Project Grudge).
Проєкт «Синя книга» розпочався у 1952 році, та був другою хвилею досліджень на подібну тематику. Едвард Руппельт — начальник проєкту, дав незвичну і дещо містичну назву проєкту — Синя Книга. У рапорті командуванню офіцер пояснив, що Синя Книга ідеально підходить для секретного центру з вивчення НЛО, оскільки Синіми Книгами «називаються тести в коледжах, а тести, і проєкт однаково рясніють незрозумілими і заплутаними питаннями». Учасники проєкту збирали дані з будь-яких джерел. За час існування проєкту «Синя книга» було оброблено 12 618 повідомлень.
У 1969 році військові вирішили, що витрачають кошти на марно, і дослідження були припинені наприкінці цього ж року. Проєкт зробив висновок, що в більшості випадків було помічено не НЛО, а зірки, хмари, звичайні авіалайнери і літаки-розвідники. Щоправда, 701 випадок так і не знайшов свого пояснення.

## Комітет Робертсона
У липні 1952 р. після збору інформації за сотні оглядів за останні кілька місяців відбулася серія візуальних спостережень, що збігалася з радіолокаційними виявленнями поблизу Вашингтона, округ Колумбія. Ці спостереження привели ЦРУ до створення комітету вчених, до складу якого входили різні фізики, метеорологи, інженери та астроном, очолюваний доктором Х. Робертсоном, фізиком Каліфорнійського технологічного інституту. Комітет Робертсона вперше зібрався 14 січня 1953 року.
Руппельт, Хайнек та інші представили найкращі докази, зібрані «Синьою книгою», включаючи зйомки. Проаналізувавши інформацію лише за 12 годин, комітет Робертсона дійшов висновку, що більшість випадків НЛО мають раціональне пояснення, і все це можна пояснити глибшим розслідуванням.
У своєму остаточному звіті вони підкреслили, що було чимало повідомлень про малоцінну перевантаженість розвідувальних каналів, що збільшувало ризик упустити передбачувану реальну загрозу для Сполучених Штатів.
Тому вони рекомендували ВВС применшити проблему НЛО та розпочати кампанію розмивання, щоб зменшити інтерес громадськості. Вони порадили використовувати засоби масової інформації, включаючи компанію Уолта Діснея, та психологів, астрономів та знаменитостей, щоб висміяти. явище та пропонують звичайні пояснення. [необхідна зустріч коли?]. Крім того, фанатні групи НЛО «слід спостерігати через їх потенційний вплив на масові думки. Слід враховувати очевидну безвідповідальність та можливе використання цих груп для підривних цілей».
Зрештою, комітет Робертсона рекомендував контролювати громадську думку за допомогою програми шпигунства та офіційної пропаганди. Багато уфологів вважають, що ці рекомендації є основою політики ВВС щодо явища НЛО не тільки одразу після звіту комітету Робертсона, але й сьогодні.

## Наслідки комітету Робертсона
МКС зобов'язаний розслідувати лише найважливіші випадки НЛО, тобто ті, що становлять небезпеку для розвідки чи національної безпеки. Ці випадки були вилучені з програми «Синя книга», яка була передана вивченню найпростіших звітів.
Генерал Натан Твінінг, який розпочав проєкт Signo в 1947 році, був тоді начальником штабу ВВС. У серпні 1954 року йому було доручено виконувати обов'язки в рамках 4602 ISSA, видавши оновлені положення 200-2 для ВПС. Крім того, НЛО були визначені як "будь-який повітряно-десантний об'єкт, який через свою ефективність, аеродинамічні характеристики або незвичні особливості не відповідає характеристикам жодного літака чи ракети, відомих на даний момент, або просто не може бути ідентифікований як загальний об'єкт " Розслідування НЛО було оголошено таємницею з міркувань національної безпеки і спрямоване на з'ясування «технічних аспектів». Положення 200-2 знову зазначає, що Блакитна книга може обговорювати випадки НЛО із засобами масової інформації лише за умови, що вони є ідентифікованими явищами. Якщо вони були незрозумілі, єдиною інформацією, яку слід було б надавати ЗМІ, було те, що ситуація аналізується. Вони також наказали Блакитній книзі зменшити кількість невстановлених до мінімуму.
Це все робилося таємно. Завдання аудиторії Блакитної книги залишалося офіційним уфологічним розслідуванням, але реальність полягала в тому, що вона зводилася до передової організації, яка навряд чи проводила складні розслідування [потрібна цитата]. Це стало майже виключно командою зі зв'язків з громадськістю з місією дискредитації всього, наводячи один приклад, до кінця 1956 р. Кількість справ, віднесених до розв'язання, зменшилася до 0,4 відсотка, з рівня 20 до 30 % від декількох років раніше.
Коли розчарований Руппельт пішов у серпні 1953 року, вони скоротили штат до двох підлеглих та самого себе. Його заступником був унтер-офіцер. Усі, хто наслідував його як директора «Блакитної книги», проявляли апатію чи навіть відверту неприязнь до проблеми НЛО, або були перешкоджені відсутністю фінансування та офіційної підтримки.
Коротке перебування Руппельта у «Синій книзі» вважається піковим періодом суспільних уфологічних досліджень. У той час до розслідувань ставилися серйозно і мали підтримку верхніх ешелонів. Після цього Проєкт «Синя книга» прийшов у немилість і більше не з'явився.

## Спеціальний звіт №14 проєкту «Синя книга»
В кінці грудня 1951 р. Руппельт зустрівся з членами Меморіального інституту Баттелл, експертної групи, створеної в Колумбусі, штат Огайо, поблизу авіабази Райт-Паттерсон. Руппельт попросив цих експертів про допомогу в дослідженні справи більш науковим чином. Таким чином, Інститут Баттелла створив стандартизований звіт. Починаючи з кінця березня 1952 року, Інститут розпочав аналіз звітів та кодування приблизно 30 його можливостей на картках IBM для комп'ютерного аналізу.
Спеціальний звіт № 14 Проєкту «Синя книга» був масштабним статистичним аналізом випадків, проаналізованих Синьою книгою до того часу, близько 3200, коли звіт був складений у 1954 році. Навіть сьогодні це все ще найбільше уфологічне дослідження, яке було здійснено. У Баттеллі працювали чотири наукових аналітики, які намагалися класифікувати випадки між «пояснюваними», «незрозумілими» та третьою категорією «з недостатньою інформацією». Перші два типи були віднесені до чотирьох категорій якості — від відмінних до бідних. Наприклад, у справах, що вважаються відмінними, зазвичай залучаються досвідчені свідки, такі як комерційні пілоти чи підготовлені військові чи декілька свідків, що підтверджують заяви з доказами, такими як радіолокаційні виявлення, фотографії чи інший матеріальний матеріал. Щоб випадок вважався «пояснюваним», потрібно було лише погодити рішення два окремі аналітики. Однак, щоб випадок був «невідомим», для погодження потрібні були чотири аналітики. Таким чином, критерій «незрозумілого» був досить жорстким.
Крім того, спостереження були класифіковані за допомогою шести різних характеристик — кольору, кількості, тривалості спостереження, відблисків, форми та швидкості, — потім ці характеристики були пристосовані до пояснюваних та незрозумілих випадків, щоб побачити, чи є значна статистична різниця.
Основними результатами статистичного аналізу стали: Близько 69 % випадків було визнано зрозумілими або ідентифікованими; 9 % бракувало достатньої інформації. 22 % вважалися «незрозумілими», дещо нижче початкового значення в 28 % досліджень ВВС, але все ще дуже вагома частка.
У категорії «пояснювальна» 86 % явищ були пов'язані з літаками чи повітряними кулями, або мали астрономічні пояснення. Лише 1,5 % усіх випадків були психологічними чи «горіховими» випадками. «Змішана» категорія складала 8 % усіх випадків і включала можливе шахрайство.
Чим вище якість справи, тим більше шансів її класифікувати як невідому. 35 % чудових справ вважалися «невідомими», тоді як лише 18 % найбідніших справ розглядалися. Це було результатом антитези, яку передбачили скептики, які, як правило, стверджували, що «нез'ясовані» — справи нижчої якості, із залученням ненадійних свідків, які можна було б вирішити, якби була доступна краща інформація.
У шести досліджуваних характеристиках випадки «незрозумілості» відрізнялися від «пояснюваних» випадків на статистично незначному рівні: у п'яти з шести заходів ймовірність того, що вона була зрозумілою або незрозумілою, випадково відрізнялася на 1 % або менше. Коли шість характеристик розглядалися разом, ймовірність того, що вони збігаються в тому чи іншому типі, становила менше 1 на мільярд.
Незважаючи на це, у висновку підсумкового звіту Інституту Баттелле було зазначено, що «вкрай малоймовірно, що будь-яке з повідомлень про огляди невстановлених об'єктів є технологічними розробками поза сучасним діапазоном знань».
Наступні дослідники, зокрема доктор Брюс Маккабі, який глибоко переглянув дані, відзначили, що висновки аналітиків, як правило, суперечать власним статистичним результатам, показаним у 240 кресленнях, таблицях, схемах та картах. Кажуть, що в аналітиків просто виникли проблеми, якби вони зрештою сприйняли свої власні результати, або, можливо, вони могли написати висновки для задоволення нового політичного клімату в рамках Синьої книги після комітету Робертсона.
Коли ВВС нарешті опублікував Спеціальний звіт № 14 у жовтні 1955 року, цей звіт був науково доведений, що НЛО не існує. Критики цього твердження відповідають, що звіт фактично продемонстрував, що кількість «незрозумілих» явно відрізняється від кількості «пояснюваної» при дуже високому рівні статистичної значущості.
ВВС також неправильно стверджувало, що лише 3 % вивчених випадків.

## Офіційні висновки проєкту «Синя книга»
Проєкт «Синя книга» заявив, що спостереження щодо НЛО були створені завдяки: Масова істерія.
Особи, які вигадують шахрайські справи, щоб шукати гласності.
Люди з психопатологіями.
Неправильне тлумачення різних умовних об'єктів.
Починаючи з квітня 2003 року, Міністерство внутрішніх справ США публічно заявляло, що не існує негайного проєкту відновлення будь-якої офіційної урядової програми з уфології.
Зауважте, що ці офіційні висновки ВВС суперечать висновкам її власного уповноваженого у Спеціальному звіті № 14 «Синьої книги». Психологічні фактори та шахрайство насправді становили менше 10 % усіх випадків і 22 % усіх спостережень. Найкращі справи залишилися невирішеними.

## Офіційна позиція США щодо НЛО
У період з 1947 по 1969 рік ВВС досліджували НЛО в рамках проєкту «Синя книга». Проєкт, що базується на військово-повітряній базі Райт-Паттерсон, штат Огайо, закінчився 17 грудня 1969 р. З 12 618 спостережень, каталогізованих проєктом «Синя книга», 701 залишився «нез'ясованим».
Рішення про припинення розслідування НЛО було засноване на кількох факторах, таких як оцінка доповіді, написаної університетом Колорадо під назвою «Наукове дослідження НЛО», огляд цього звіту Національною академією наук, раніше вивчали випадки НЛО та досвід ВВС, які досліджували звіти про НЛО між 1940 та 1969 роками.
Як наслідок цих досліджень, досліджень та досвіду, висновки проєкту «Синя книга»:
1) Жоден НЛО, який розслідували ВВС, не створював загрози національній безпеці.
2) ВВС не знайшли жодних доказів того, що спостереження, класифіковані як «невстановлені», представляють об'єкти або технологічні принципи, що виходять за рамки наукових знань того часу.
3) Немає жодних доказів, які б свідчили про те, що спостереження, класифіковані як «невідомі», були інопланетними.
Після завершення проєкту «Синя книга» було встановлено регулювання ВВС та контроль за програмою розслідування та аналізу НЛО. Документація стосовно старого розслідування «Синьої книги» була передана Сучасному військовому відділенню, Національному архіву та Службі записів і доступна для громадського огляду та аналізу.
З часу завершення проєкту «Синя книга» не сталося нічого, що могло б підтримати відновлення уфологічних розслідувань ВВС. Враховуючи сучасний сценарій, коли оборонні бюджети регулярно скорочуються, ВВС навряд чи зможе повністю взяти участь у такому дорогому проєкті за короткий термін.
Існує значна кількість університетів та наукових організацій, які аналізували явища НЛО під час регулярних зустрічей та семінарів. Зацікавленість та своєчасний перегляд уфологічних звітів приватних груп гарантує, що наукове співтовариство не забуває достовірних доказів.

## Критика
Висновки Блакитної книги прийняли не всі, проте критики — в тому числі деякі вчені — припустили, що Проєкт «Синя книга» працював дуже сумнівно, або, що ще гірше, був лише обкладинкою.
Наприклад, існує безліч уфологічних повідомлень, особливо вночі, з посиланням на Середній Захід та Південний Схід США влітку 1965 року: деякі свідки в Техасі стверджували, що вони бачили «різнобарвні вогні» та величезні повітряні об'єкти у формі яєць чи алмазів. . Патруль автомобільних доріг в Оклахомі повідомив, що до повітряної бази Тіньсміта (поблизу міста Оклахома) одночасно відслідковували до чотирьох НЛО, і кілька з них спустилися дуже швидко: приблизно з 8000 метрів до 2500 за кілька секунд; щось явно поза можливостями звичайного літального апарата. Джон Шоклі, метеоролог з штату Вічита, штат Канзас, розкрив, що, використовуючи радари державної метеорологічної служби, він відслідковував деякі повітряні об'єкти, що летять на висоті приблизно від 2000 до 3000 метрів. Ці та інші доповіді широко оприлюднювались. [Цитування потрібне]
Проєкт «Синя книга» офіційно визначив, що те, що насправді бачили свідки, — це не що інше, як планета Юпітер або деякі яскраві зірки.
Пояснення Блакитної книги широко критикували як неточне. Роберт Райзер, директор планетарію Наукового та мистецького фонду «Оклахома», сильно оскаржив пояснення «Синьої книги». Його відповідь була широко розповсюджена: "Це як далеко від реальності, як ви можете собі уявити. Ці зірки і планети знаходяться на протилежному боці землі, видно в Оклахома-Сіті в цей час року. ВВС, мабуть, мали свої астрономічні пристрої на невдача в серпні. "[необхідна зустріч]
Редакція газети «Ричмондський ведучий» висловила думку, що «спроби дискредитувати спостереження, викладені в обґрунтованій заяві Проєкту» Синя книга ", не вирішать таємницю… і слугуватимуть лише для того, щоб посилити підозру в тому, що там щось ВВС не хочуть, щоб ми це знали «, тоді як репортер агентства» Вітчита «писав (в окремому короткому виданні), що» звичайний радар не може виявити планети та зірки ".
Інший випадок, який звеличували критики Блакитної книги, стався близько 5 ранку поблизу міста Равенна, штат Огайо, 17 квітня 1966 року. Поліцейські Дейл Спаур та Вільбур Нефф побачили срібний дискоїдний предмет, яскраве світло якого випливало з його нижня частина, висота близько 300 метрів. Вони почали стежити за об'єктом (який іноді опускався приблизно до 150 метрів). Інші офіцери з прилеглих графств також брали участь у погоні, яка закінчилася через годину біля Свободи, штат Пенсильванія, за 50 км.
Ця справа дійшла до національних ЗМІ, і поліція оприлюднила докладні повідомлення до Синьої книги. Через п'ять днів, не опитуючи півдесятка агентів, які брали участь, та інших свідків, директор Лібро Азул Гектор Квінтанілла оголосив свої висновки: агенти (один з яких брав участь у ВПС у Корейській війні) пішов за супутником телекомунікацій, а потім планетою Венерою.
Цей висновок поліція категорично відхилила. У своєму зустрічному звіті Гінек назвав висновки Блакитної книги абсурдними, враховуючи, що у своїх доповідях деякі з агентів описували Місяць, Венеру та НЛО: вони помітили, що того ранку біля Місяця була дуже яскрава «зірка» . Йшлося про Венеру. Конгресмен штату Огайо, Вільям Стентон, сказав: «ВВС втратила значну частину свого престижу в цій громаді … коли люди довіряють адміністрації, і вона не говорить правду, ця довіра втрачається».

## У культурі
8 січня 2019 року на телеканалі «History» розпочався показ телесеріалу проєкт «Синя книга». Події телесеріалу розгортаються у 1950-х роках, в розпал «Холодної війни», та засновані на реальних подіях.